# Березнякское сельское поселение
Березнякское сельское поселение — сельское поселение в Кукморском районе Татарстана.
Административный центр — село Березняк.

## Состав поселения
В состав сельского поселения входят 5 населённых пунктов.
- село Березняк
- деревня Аман-Ошторма
- деревня Верхняя Ошторма
- деревня Камышлы
- посёлок Тямле Чишма

## Население
| 2010 | 2011 | 2012 | 2013 | 2014 | 2015 | 2016 |
| ---- | ---- | ---- | ---- | ---- | ---- | ---- |
| 754  | ↘753 | ↘746 | ↘740 | ↗743 | ↘740 | ↘738 |
| 2017 | 2018 |      |      |      |      |      |
| ↘728 | ↗746 |      |      |      |      |      |